# Maria Santissima dell'Udienza
Maria Santissima dell'Udienza è una scultura in marmo realizzata dallo scultore rinascimentale Antonello Gagini, agli inizi del 1500. Attualmente è custodita all'interno dell'abside della navata centrale del Santuario di Maria Santissima dell'Udienza a Sambuca di Sicilia.
La notte della terza domenica di maggio la statua viene portata in processione per le principali vie del centro storico, sorretta a spalla dai componenti della Confraternita, i quali, fino ad alcuni anni fa, erano vestiti con particolari abiti ricamati in seta e oro.

## Storia
La scultura raffigurante la Madonna con il Bambino Gesù risale ai primi anni del sedicesimo secolo. Appartenne a famiglie mazaresi che la portarono a Sambuca di Sicilia nei terreni su cui sorgeva la torre Cellaro. Lasciata nascosta per tanti anni all'interno di un'intercapedine di un forno delle cucine della torre, fu ritrovata da un contadino sambucese nel 1575. In quel periodo a Sambuca imperversava la peste. I contadini sambucesi pertanto decisero di rubare la statua e farla passare attraverso il quartiere dell'Infermeria, area del paese dedicata alle cure dei lebbrosi, nella speranza che la Madonna facesse un miracolo. Così fu, i lebbrosi guarirono e da quel momento la statua prese il nome di Madonna dell'Udienza, in quanto aveva dato ascolto alle preghiere degli ammalati.
Si decise che ogni anno si doveva portare in processione il simulacro per le vie del paese, e ogni dieci anni la Madonna doveva passare per il quartiere Infermeria. Ancora oggi vige questa tradizione.

## Festa di Maria Santissima dell'Udienza
Dal 1575, anno in cui la statua entrò nel centro abitato di Sambuca, si celebra annualmente la festa di Maria Santissima dell'Udienza, comunemente denominata festa della Madonna. 

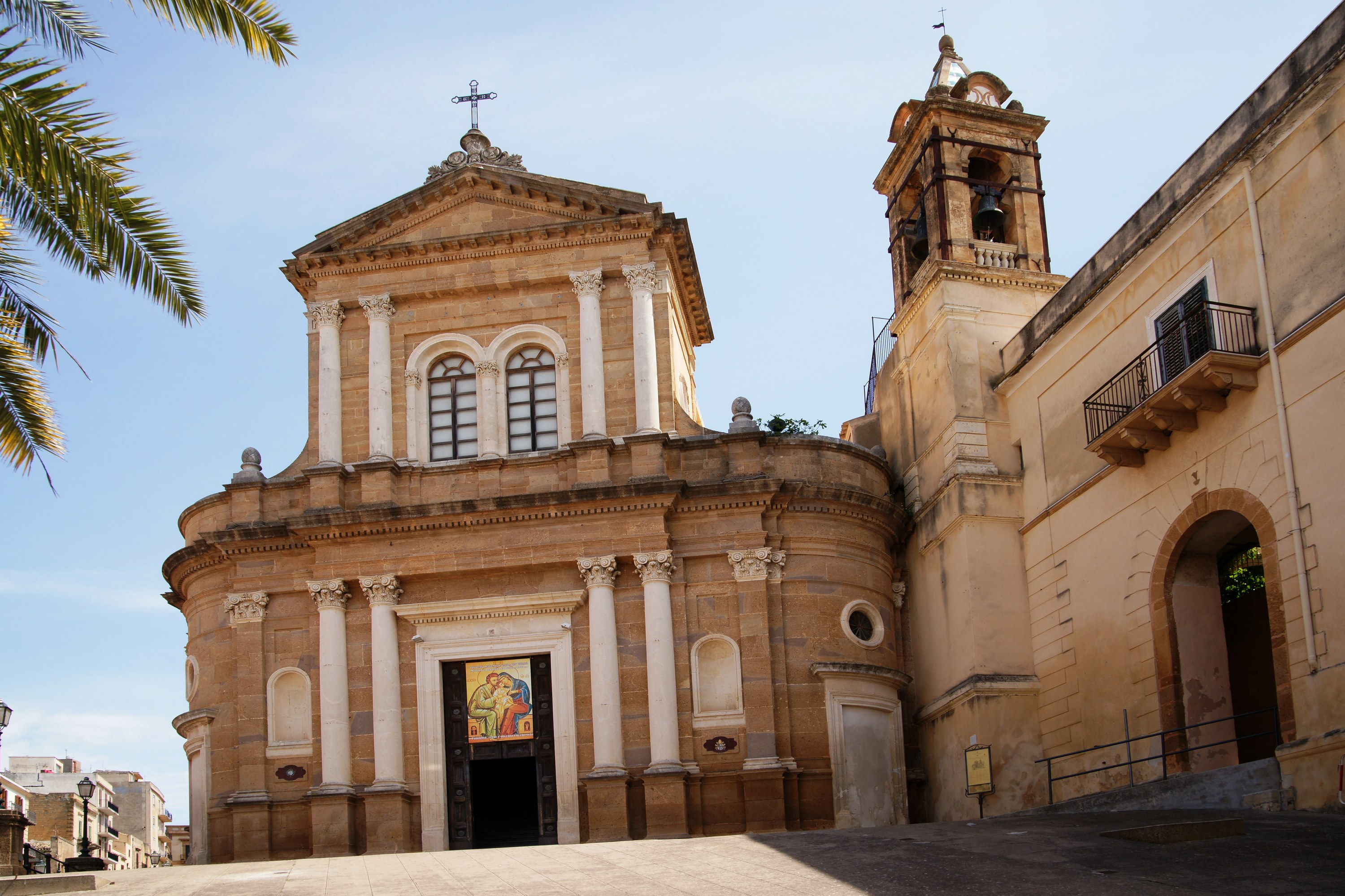
Santuario di Maria Santissima dell'Udienza. All'interno di esso è collocata la statua della Madonna dell'Udienza

Si tratta di una festa molto caratteristica. Durante la festa ha luogo la secolare e commovente processione del simulacro della Madonna dell'Udienza, che passa per le principali vie del centro storico portato a spalla dai componenti della Confraternita di Maria Santissima dell'Udienza, abbigliati con particolari abiti ricamati in seta e oro. Prima della processione, nel pomeriggio, ha luogo dentro la chiesa la discesa della Madonna (popolarmente chiamata la scinnuta) dalla nicchia in cui giace verso il simulacro (in siciliano la vara) che la accoglierà per tutta la processione.

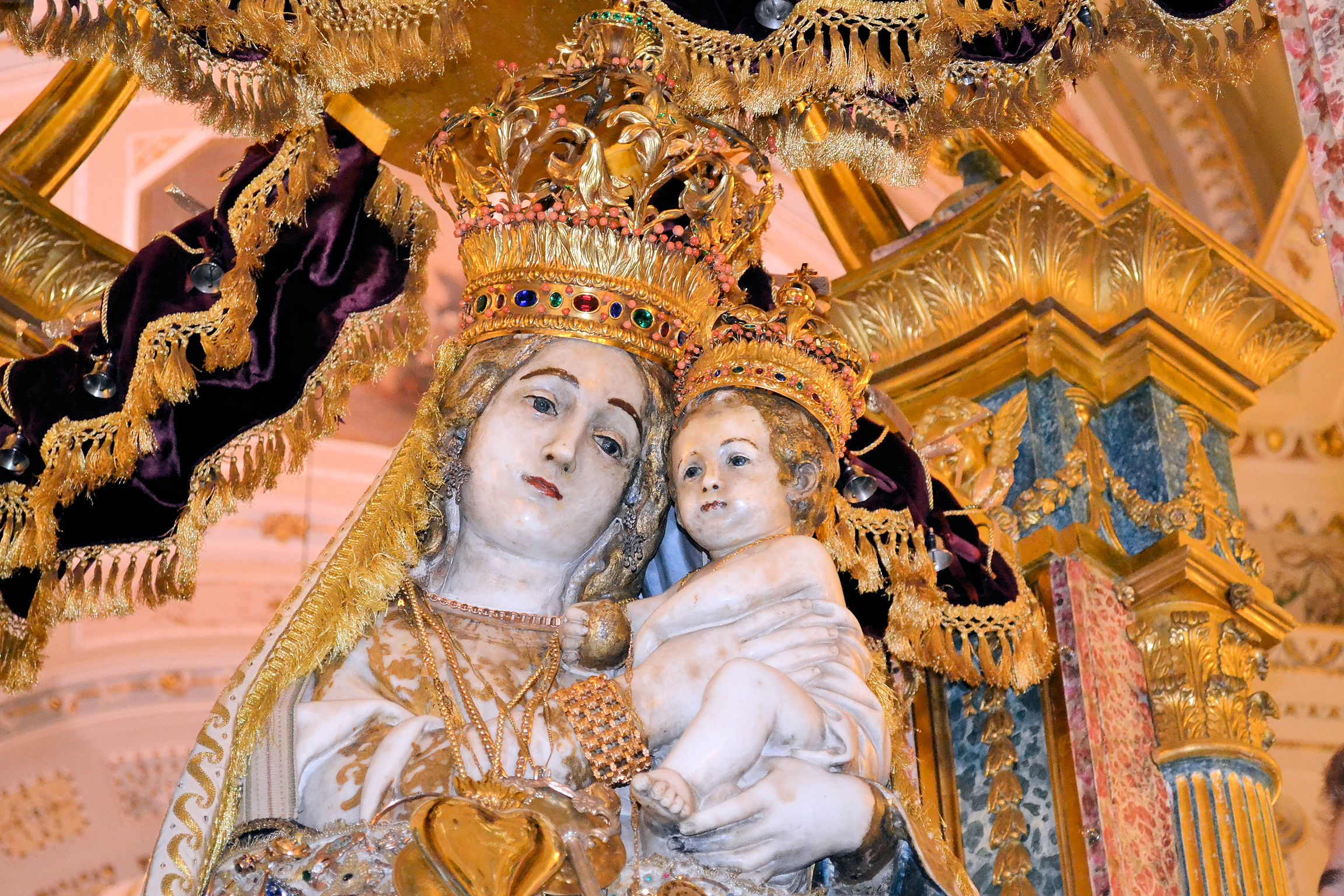
Particolare del volto della Madonna e del Bambino

La discesa è accompagnata da preghiere e canti religiosi e popolari.
L'uscita della statua di Maria Santissima dell'Udienza, chiamata comunemente nisciuta di la Madonna, è un momento di grande commozione popolare. La processione, accompagnata dalla banda musicale di Sambuca e da cittadini sambucesi, delle località vicine e turisti, si protrae fino all'alba del lunedì e culmina trionfalmente con fuochi d'artificio. Durante la notte il simulacro si ferma sotto le undici corone dei diversi quartieri sambucesi. Queste soste sono un momento utile affinché i fratelli possano rifocillarsi dopo la grande fatica della processione e affinché si possano ammirare i fuochi d'artificio.
Durante l'intera settimana, la festa è arricchita da numerosi tipi di festeggiamenti, quali Palio dei Quartieri, sfilate, concerti di bande musicali e luminarie notturne.
Il Palio dell'Udienza fino all'anno 2005 fu svolto con le famose corse dei cavalli, uno tra i più antichi pali d'Italia. Testimoniate con foto del 18 maggio 1913.
Evento collaterale è la sagra della Minna di virgini (Seno di vergine), con degustazioni del famoso dolce tipico dell'antica pasticceria della città dell'emiro Zabut.